# Sándwich York
El sándwich York es un sándwich de jamón con huevo frito o revuelto my popular en Chile.

## Origen del nombre
Quizá se denomina de esta forma porque en algún momento se utilizó jamón de York en su preparación (en Chile al jamón de York se le denomina simplemente jamón).

## Descripción
Consiste en jamón con un huevo encima que puede ser frito o revuelto entre dos rebanadas de pan, se puede comer tanto frío como caliente.